# En vivo (álbum de Caballeros de La Quema)
En vivo es el primer álbum en vivo de Los Caballeros de La Quema y el primer recital en un lugar masivo que tuvo a la agrupación oriunda de Morón como banda principal. Fue grabado el 12 de junio de 1999 en el estadio Obras Sanitarias. Allí se presentó el disco La paciencia de la araña acompañado de los clásicos de siempre.

## Datos técnicos y formación de la banda
- Voz: Iván Noble
- Guitarras y coros: Martín Méndez
- Guitarra, armónica y coros: Pablo Guerra
- Bajo y coros: Patricio Castillo
- Batería y coros: Javier "Nene" Cavo
- Teclados, percusión y coros: Ariel "Garfield" Caldara
- Saxo, dirección de vientos, coros, percusión y acústica en Madres: Carlos Arin
- Trompeta, Flugelhorn, coros y percusión: Adrián Meli
- Trombón, coros y percusión: Fernando Bonavita
- Acústica y coros en 4 de Copas y Oxidado: Afo Verde

## Temas

### CD 1
1. Rajá Rata
2. Todos Atrás Y Dios De 9
3. Pejerrey
4. Huelga De Princesas
5. Qué Pasa En El Barrio?
6. Malvenido
7. Más De Lo Menos
8. Primavera Negra
9. Domingo Muerto/Todos Decimos Nada/No Hay
10. Perreras
11. De Mala Muerte
12. Mientras Haya Luces De Bar
13. 4 De Copas
14. Cerrá Bien Cuando Te Vayas
15. Hasta Estallar

### CD 2
1. Me Voy Yendo
2. No Chamuyes
3. El Culo Del Asunto/La Rubia Tarada/Los Viejos Vinagres
4. Oxidado
5. Avanti Morocha
6. Buenos Aires Esquina Vietnam
7. Milwaukee
8. Patri
9. Celofán
10. Madres
11. Carlito

- Datos: Q5832194